# Reserva Natural de Rivnens'kiy
La Reserva Natural de Rivnens'kiy (en ucraniano: Рівненський природний заповідник) (también, Reserva Natural de Rivne) es una reserva natural estricta en el noroeste de Ucrania, creada para proteger y estudiar el paisaje representativo de la región de Polesia. Fue establecida por el Presidente de Ucrania, Leonid Danylovych Kuchma, el 3 de abril de 1999. De acuerdo con la Resolución del Consejo de Ministros de Ucrania del 14 de agosto de 2003, la reserva pasó a tener una superficie permanente de 42.288 km².

## Topografía
El territorio de la reserva consta de cuatro áreas separadas que han tenido estado de Conservación desde 1984:
- Área de paisaje: "White Lake" (distrito de Volodymyretska)
- Área zoológica: "Perebrodivskyy" (distritos de Dubrovitsky y Rokytnivskyi)
- Área botánica: "Sira Poguonya" (distrito de Rokytnivskyi)
- Zona hidrológica: "Somyno" (distrito de Sarny)

Se trata de la mayor superficie que Ucrania ha tomado bajo protección, y de la zona mejor conservada de los macizos de turberas. La reserva se creó para preservar el estado natural de los complejos naturales típicos y únicos de la Polesia de Ucrania. Como resultado de la posición geográfica de Ucrania, la reserva pertenece a la zona de bosques mixtos de Volyn Polissya. Ejemplifica los principales rasgos paisajísticos característicos de esta parte de Ucrania: el terreno llano, el predominio de la arena, el exceso de humedad, la alta forestación y los pantanos. El conjunto de Belaazyorsk forma parte de la región fisiográfica de Verhnopryp'yatskoho, donde se originan muchos grandes lagos e inundaciones. Aproximadamente el 10% de la superficie está ocupada por pantanos. Las matrices "Somyno", "Sira Poguonya" y "Perebrody" pertenecen a la región fisiográfica "Nyzhnohorynskoho". Esta zona es la parte más anegada de la Polesia ucraniana. Las ciénagas ocupan aproximadamente el 20% de la superficie.
En términos geográficos, es una llanura con una base de lecho rocoso que se encuentra a una profundidad de 200 metros y está cubierta por hielo, glaciares y sedimentos aluviales. Entre las cuatro áreas de la reserva, solo se encontraron morrenas en White Lake. El suelo en las cuatro áreas consiste principalmente en turba.

## Clima
El clima de la reserva de Rivne es clima continental húmedo, verano cálido ( clasificación climática de Köppen (Dfb) ). Este clima se caracteriza por grandes diferencias de temperatura estacionales y un verano cálido (al menos cuatro meses con un promedio de más de 10 grados Celsius (50,0 °F), pero ningún mes con un promedio superior a 22 grados Celsius (71,6 °F) . La precipitación anual total promedia entre 550 y 600 mm durante la temporada de crecimiento activo, que es de 150 a 155 días. Esta zona tiene una temperatura promedio de 18.5 °C en julio, -5,5 °C en enero, y una temperatura media anual de 6 a 7 °C.
La reserva está ubicada en la ecorregión de bosques mixtos de Europa Central, un bosque templado de frondosas que cubre gran parte del noreste de Europa, desde Alemania hasta Rusia.

## Flora
En la reserva predominan los bosques y los pantanos (48,3% y 48,5% respectivamente). Los pinares son una de las principales zonas forestales. Otra es el abedul: en muchas zonas hay una cantidad importante de abedules en rodales, pero los bosques de abedules y pinos están muy dispersos por el parque. En algunas zonas, los bosques caducifolios están formados por hayas y robles. Una zona muy pequeña está cubierta de bosques de aliso negro.
La vegetación palustre de la reserva es única. En su composición predominan los pantanos mesotróficos (puente) y, en menor medida, los oligotróficos. Las marismas, que tienen una cubierta de esfagno, representan alrededor del 80% de todos los humedales. Las turberas eutróficas (de llanura) ocupan el 10-15% de las marismas (el resto son marismas intermedias formadas por lagos oligotróficos y eutróficos). En total, la reserva conserva 13 especies de plantas y 25 de animales incluidas en el Libro Verde de Ucrania.

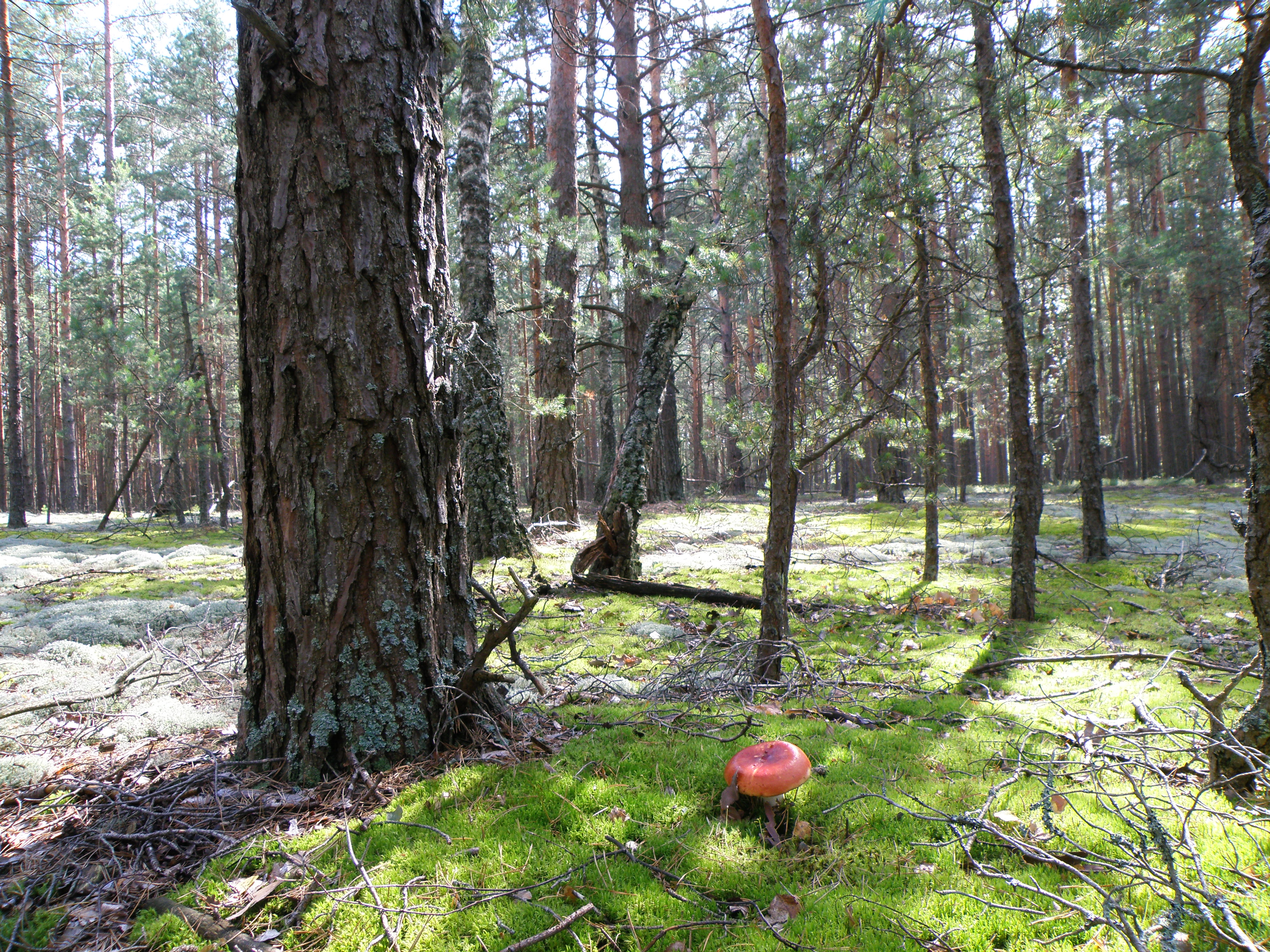
Bosque de pinos en la reserva de Rivne

El número de especies de plantas vasculares en la reserva Rivnens'kyi, según datos preliminares, es de 563. El número de plantas no vasculares actualmente se conoce poco, sin embargo, se ha observado la presencia de 20 especies de briófitas y 26 líquenes. En la reserva se registran 101 especies de hongos.
En la flora de la reserva se han encontrado 28 especies raras que figuran en el Libro Rojo de Ucrania. Hay varias especies muy raras que ya figuran en el Libro Rojo de Ucrania, como la juncia dioica y el sauce de Laponia. Entre las plantas que crecen en la reserva, 2 especies figuran en la Lista Roja Europea, 1 especie en el Apéndice 1 del Convenio de Berna y 28 especies incluidas en la lista de especies raras de la región.

## Fauna
La fauna de la reserva representa a los animales típicos de Polesia. En la reserva viven 26 especies de mamíferos, el grupo más numeroso son los roedores . También hay depredadores: zorros, lobos, perros mapaches, comadrejas, armiños y otros. De particular interés es el lince, que vive en la sección "Perebrody" de la reserva.
En la reserva hay 165 especies de aves arborícolas. Las especies septentrionales, arborícolas, son comunes: el urogallo, el grévol común y, ocasionalmente, el urogallo del bosque. También son comunes la agachadiza forestal y la becada, que en otras partes de Polesia son raras. En los lagos y zonas de Somyno Blanco viven cisnes mudos y en los bosques de coníferas que bordean las marismas - cigüeñas negras. También viven aves ordinarias como el cernícalo, el aguilucho de los pantanos, el ratonero y el halcón.
Dentro de la reserva, hay 7 especies de reptiles y 8 especies de anfibios. La víbora común, la serpiente y la cabeza de cobre, junto con lagartos vivíparos como el tritón crestado, viven en la reserva. Hay 15 especies de peces en los embalses de la reserva. En el lago Blanco viven anguilas, bagres y otras especies típicas de Polesia. En general, la porción de fauna de la reserva tiene 221 especies de vertebrados.
El Libro Rojo de Ucrania enumera 25 especies de mamíferos, así como aves, que están presentes en el parque. La Lista Roja europea incluye 7 especies encontradas. Dentro de la reserva hay 124 especies animales sujetas a protección especial bajo la Convención de Berna, 15 especies clasificadas como "lista roja" de la Unión Internacional para la Conservación de la Naturaleza (UICN) y 29 especies consideradas regionalmente raras. El área de la fauna necesita un estudio más a fondo.